# Xing (Gaozong)
Xing, född 1106, död 1139, var en kinesisk kejsarinna, gift med kejsar Song Gaozong. 
Xing var huvudgemål till dåvarande prins Gaozong, kejsarens bror. När Kiafeng togs av Jurchen år 1127 fördes hela hovet bort i fångenskap, och kejsarens och prinsarnas hustrur och konkubiner delades ut som mänskliga krigsbyten. 
Ingenting är känt om Xings öden utom att hon var ung och vacker och därför var ett eftertraktat krigsbyte, att hon utan framgång försökte begå självmord för att undvika övergrepp, och att hon avled i fångenskap. Gaozong, som varit frånvarande när Kaifeng erövrades, utropade sig till kejsare och gav henne titeln kejsarinna i hennes frånvaro. Han vägrade att tro att hon var död förrän hans mor Wei år 1139 slutligen frigavs och tilläts återvända till honom, och själv kunde tala om för honom att Xing var död. 